# 抹茶的茶树品种
抹茶的茶树品种（日语：抹茶用茶品種；英语：Matcha Tea Cultivars）是指日本用于生产抹茶（Matcha）的专用茶树品种。不同品种的茶树，在口感、色泽和加工特性上有显著区别。

## 常见品种

### Yabukita（やぶきた）
Yabukita是日本种植面积最广泛的茶树品种，约占日本全国茶园面积的70–80%。最初由杉山彦三郎在静冈县培育，于1953年正式登记为日本农业登记品种（茶农林6号）。Yabukita的芽叶鲜嫩，产量高，抗寒性强，适应性好，广泛用于抹茶、煎茶和玉露生产。另见详细专文介绍。

### Okumidori（おくみどり）
Okumidori由静冈县蔬菜与茶研究所于1974年选育登记为茶农林第32号品种，其母本为Yabukita，父本为“静岡在来16号”。该品种芽期明显较Yabukita稍晚，耐霜冻、产量高，茶汤色泽浓绿带鲜甜风味，余味清净。现广泛作为sencha、gyokuro及抹茶原料广泛使用。

### Saemidori（さえみどり）
Saemidori是1990年左右登记的杂交品种，由Yabukita与Asatsuyu培育而成。此品种芽期早，茶汤色泽鲜绿，口感鲜甜明显，涩味极低。主要用于高级抹茶与玉露生产。

### Tsuyuhikari（つゆひかり）
Tsuyuhikari由静冈县茶业试验场于1970年以“静7132”为母本、“あさつゆ”为父本进行杂交育成，经过约三十年的区域适应性试验，于2003年正式注册为第11103号茶树品种。这一品种芽期稍早于Yabukita，具有高耐寒和优异抗炭疽病能力，产量高且加工品质优，茶汤呈鲜绿色、香气清爽、滋味醇和，是适合抹茶与煎茶生产的多用途品种。

## 实验及新兴品种
近年来，日本还出现了若干实验和新兴茶树品种，例如：
- Sunrouge（サンルージュ）：2011年登记，因其含有特殊活性代谢物质，在研究中显示抑制餐后血糖升高的效果，引起广泛关注。[9]
- Asatsuyu（あさつゆ）：因其鲜甜突出、几乎无苦涩，被称为“天然玉露”，广泛用于高端玉露及抹茶。[10]